# Brahmina lutea
Brahmina lutea är en skalbaggsart som beskrevs av Moser 1913. Brahmina lutea ingår i släktet Brahmina och familjen Melolonthidae. Inga underarter finns listade.